# Путгартен
Путгартен (њем. Putgarten) општина је у њемачкој савезној држави Мекленбург-Западна Померанија. Једно је од 42 општинска средишта округа Риген. Према процјени из 2010. у општини је живјело 270 становника. Посједује регионалну шифру (AGS) 13061029.

## Географски и демографски подаци
Путгартен се налази у савезној држави Мекленбург-Западна Померанија у округу Риген. Општина се налази на надморској висини од 25 метара. Површина општине износи 12,6 km². У самом мјесту је, према процјени из 2010. године, живјело 270 становника. Просјечна густина становништва износи 21 становника/km².